# Cucuron
 Cucuron  es una población y comuna francesa, en la región de Provenza-Alpes-Costa Azul, departamento de Vaucluse, en el distrito de Apt y cantón de Cadenet.
Está integrada en la Communauté de communes des Portes du Luberon.

## Demografía
| 1033 | 1177 | 1206 | 1409 | 1624 | 1792 |
| Para los censos de 1962 a 1999 la población legal corresponde a la población sin duplicidades (Fuente: INSEE [Consultar]) |      |      |      |      |      |